# Lantanídeo

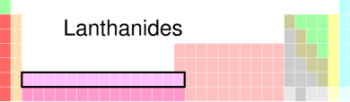
Lantanídeos

Os lantanídeos ou lantanoides (nomenclatura IUPAC) são um grupo de elementos químicos que formam parte do período 6 da tabela periódica. Estes elementos são chamados terras-raras porque se encontram na forma de óxidos e junto com os actinídeos constituem os elementos de transição interna.
O nome procede do elemento químico lantânio, que incluído neste grupo, constitui um total de 15 elementos. Desde o de número atômico 57 (o lantânio) até o de número atômico 71 (lutécio). Embora o lantânio não tenha nenhum elétron ocupando orbital f, os demais 14 elementos seguintes apresentam o orbital 4f parcial ou totalmente ocupado (veja configuração eletrônica).
Estes elementos são quimicamente bastante semelhantes entre si, e uma característica ímpar é a blindagem dos mesmos em relação ao ambiente químico externo, já que estes elementos não possuem elétrons nas camadas mais externas (5s e 5p), e quando expostos a algum tipo de reação química, como de complexação, estes orbitais vazios são preenchidos, o que protege os elétrons do subnível 4f de qualquer participação na reação. Também são bastante parecidos aos lantanídeos os elementos ítrio e escândio por apresentarem um raio atômico similar e, tal qual os lantanídeos, seus estados de oxidação mais importantes são +3. Este é o estado de oxidação mais importante dos lantanídeos, porém também apresentam os estados de oxidação +2 e +4.
A abundância destes elementos na crosta terrestre é relativamente alta, em minerais como, por exemplo, a monazita, onde são encontrado os diferentes lantanídeos e o ítrio.
Na tabela periódica usual, estes elementos estão situados abaixo dos demais, junto com os actinídeos, formando uma tabela mais compacta. Esta convenção é usada apenas por razões práticas e estéticas. Algumas tabelas situam estes elementos entre os blocos s e d, originando uma tabela mais longa (ver acima) também chamada de tabela periódica estendida.
O raio dos lantanídeos vai diminuindo conforme vai aumentando o número atômico, porém não são variações grandes. Essa característica que dá a grande semelhança nas propriedades químicas destes elementos, onde os raios iônicos do lantânio e lutécio diferenciam-se em apenas 20%, e isso se dá pelo fato dos orbitais 5s e 5p penetram no subnível 4f, os quais não são protegidos da carga nuclear e, portanto, o aumento do número atômico causa aumento da carga nuclear efetiva,  provocando uma contração à medida que o número atômico aumenta . Esse fenômeno é conhecido como “contração lantanídica”.